# Natacha Régnier
Pour les articles homonymes, voir Régnier.
Natacha Régnier, née Nathalie Régnier le 11 avril 1974 à Ixelles, est une actrice belge.

## Biographie

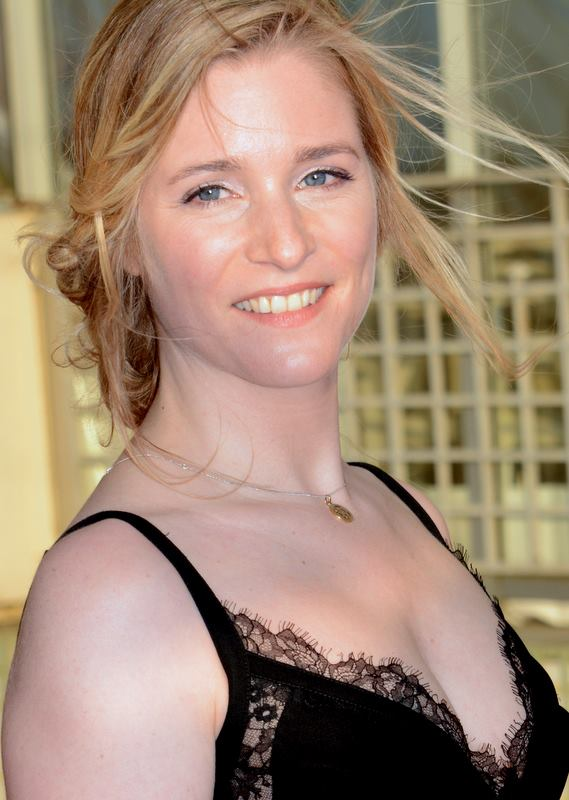
Natacha Régnier à Cabourg en 2014

Née d'un père évoluant dans le monde du spectacle, Natacha Régnier fait ses études au collège Saint-Pierre à Uccle. Elle réussit le concours de l'INSAS à Bruxelles mais est exclue un an plus tard de cette formation au motif qu'elle ne serait pas faite pour être actrice. Au même moment, elle tourne dans un court-métrage, ce qui lui permet d'être repérée par Pascal Bonitzer qui cherche une actrice pour son premier long métrage Encore.
Elle rencontre le succès en 1998 pour son rôle de Marie Thomas dans La Vie rêvée des anges d'Érick Zonca pour lequel elle obtient le César du meilleur espoir féminin ainsi que le prix d'interprétation féminine au Festival de Cannes, prix qu'elle remporte avec sa partenaire Élodie Bouchez.
En novembre 2005, le 19e festival du film de Brunswick (Allemagne) lui rend hommage en présentant huit de ses films. Le film Le Silence d'Orso Miret, dans lequel elle tient le rôle féminin principal, aux côtés de Mathieu Demy, y a en outre été présenté à l'occasion du prix Heinrich décerné par le public.
En 2011, Natacha Régnier endosse le rôle de Marina Tsvetaïeva dans Vivre dans le feu, dans le cadre d'une adaptation et mise en scène de Bérangère Jannelle des carnets de la poétesse russe. Créé à Lorient, le spectacle est joué à Nantes et à Paris au festival d'automne,, puis au théâtre des Abbesses. En 2014, elle interprète Haïm - à la lumière d'un violon, texte et mise en scène de Gérald Garutti, à Paris à la Salle Gaveau et en tournée en France, en Belgique et en Suisse.
En novembre 2018 elle fait partie du jury de Bille August lors du 40e Festival international du film du Caire.
La même année, elle rejoint la distribution de la série Marseille produite par Netflix. Elle tient le rôle de Jeanne Coste, première adjointe au maire de la ville de Marseille.
Elle est membre du Collectif 50/50 qui a pour but de promouvoir l’égalité des femmes et des hommes et la diversité dans le cinéma et l'audiovisuel,.

### Vie privée
Natacha Régnier a été l'épouse du musicien et compositeur Yann Tiersen, qui a notamment écrit la chanson Rue des cascades dans la scène finale de La Vie rêvée des anges. Elle interprète des chansons dans son album L'Absente paru en 2001. Le 19 avril 2002, ils ont une fille, Lise Tiersen. Depuis 2008, elle est mère d'une deuxième fille qu'elle a eu avec le photographe Guillaume Bounaud. Elle réside à Paris.
Elle est en couple depuis 2018 avec le compositeur et fondateur de l'agence audio Start-Rec, Alexandre Jaffray.

## Filmographie

### Cinéma

#### Longs métrages
- 1995 : Dis-moi oui d'Alexandre Arcady – Sophie
- 1996 : Encore de Pascal Bonitzer : Catherine
- 1998 : La Vie rêvée des anges d'Érick Zonca – Marie Thomas
- 1999 : Les Saisons de l'amour (Il tempo dell'amore) de Giacomo Campiotti – Claire
- 1999 : Les Amants criminels de François Ozon – Alice
- 2000 : Tout va bien, on s'en va de Claude Mouriéras – Claire
- 2001 : Comment j'ai tué mon père d'Anne Fontaine – Isa
- 2001 : La Fille de son père de Jacques Deschamps – Anna
- 2003 : Vert paradis d'Emmanuel Bourdieu – Isabelle
- 2004 : Demain on déménage de Chantal Akerman – la femme enceinte
- 2004 : Ne fais pas ça ! de Luc Bondy – Nicole
- 2004 : Le Pont des Arts d'Eugène Green – Sarah
- 2004 : Le Silence d'Orso Miret – Marianne
- 2005 : Trouble de Harry Cleven – Claire
- 2006 : La Raison du plus faible de Lucas Belvaux – Carole
- 2006 : Les Amitiés maléfiques d'Emmanuel Bourdieu – Marguerite
- 2007 : Boxes de Jane Birkin – Fanny
- 2007 : Une journée de Jacob Berger – Pietra
- 2008 : Magma de Pierre Vinour – Christie Neville
- 2008 : Intrusions d'Emmanuel Bourdieu – Pauline de Saché
- 2009 : Impasse du désir de Michel Rodde – Carole Block
- 2010 : Orly d'Angela Schanelec – Juliette
- 2011 : La Proie d'Éric Valette – Christine Maurel
- 2012 : 38 Témoins de Lucas Belvaux – Anne, la mère célibataire
- 2012 : Le Capital de Costa-Gavras – Diane Tourneuil
- 2013 : L'Étoile du jour de Sophie Blondy – Angèle
- 2013 : L'Écume des jours de Michel Gondry – la marchande de remèdes
- 2013 : La Vie domestique de Isabelle Czajka – Marianne
- 2016 : Le Fils de Joseph d'Eugène Green – Marie
- 2016 : Une part d'ombre de Samuel Tilman – Julie
- 2017 : Le Petit Spirou de Nicolas Bary – Madame Spirou
- 2017 : Tueurs de François Troukens et Jean-François Hensgens – juge Véronique Pirotte

#### Courts métrages
- 1993 : The Motorcycle Girl de Stéphan Carpiaux
- 1996 : L'amour est à réinventer (segment La Mouette) de Nils Tavernier

### Télévision
- 1995 : Les Cordier, juge et flic épisode Cécile, mon enfant de Marion Sarraut – Cécile
- 1995 : Ange Espérandieu de Alain Schwartzstein – Aurélie
- 1996 : Petite Sœur de Marion Sarraut – Véronique Botelli
- 1996 : Combats de femme épisode Un monde meilleur de Laurent Dussaux – Anne
- 2004 : Carmen  de Jean-Pierre Limosin – Myriam
- 2006 : Gaspard le bandit de Benoît Jacquot – Anne de Morières
- 2007 : Voici venir l'orage... de Nina Companeez – Fania
- 2011 : Qui sème le vent de Fred Garson – Hélène Morange
- 2012 : Pour toi j'ai tué de Laurent Heynemann – Isabelle Fayet
- 2014 : Falco (saison 3) de Julien Despaux – Christine Malot
- 2014 : Jaune Iris de Didier Bivel – Katia
- 2016 : Anomalia de Pilar Anguita-Mackay – Valérie
- Depuis 2018 : Les Bracelets rouges de Nicolas Cuche – Docteur Sora
- 2018 : Marseille (saison 2) de Florent Emilio Siri – Jeanne Coste
- 2019 : Mongeville (épisode Mauvaise foi) d'Edwin Baily – Amélie Carette
- 2020 : La Promesse de Laure de Butler - Hélène Meyer
- 2022 : Tu ne tueras point de Leslie Gwinner - Elsa
- 24 avril 2025 : Léo Mattéï, Brigade des mineurs -  Secrets de vacances - Soïzic Dupuis

### Clips
- 1996 : Bien réalisé par Ken Higelin, chanson de Mathieu Boogaerts extraite de l'album Super
- 2002 : Monochrome de Dominique A et Yann Tiersen extrait de l'album C'était ici

## Théâtre
- 2009 : C'était Marie-Antoinette d'Évelyne Lever, mise en scène de Jean-Paul Scarpitta à l'Opéra Comédie – Marie-Antoinette[13]
- 2011 : Vivre dans le feu, mise en scène de Bérangère Jannelle
- 2013 : Haïm - à la lumière d'un violon, texte et mise en scène Gérald Garutti, Salle Gaveau
- 2013 : La Double Mort de l'horloger d'Ödön von Horváth, mise en scène André Engel, théâtre national de Chaillot
- 2023 : Pannonica, baronne du jazz,  pièce d'Olivia Elkaim , mise en scène Christophe Gand, au festival off d'Avignon.

## Discographie
- 2001 : chante Le Parapluie avec Yann Tiersen sur la compilation Les Oiseaux de passage en hommage à Georges Brassens (titre également présent sur l'album Putain de toi sorti en 2006).
- 2001 : Interprète L'Échec et Le Concert sur l'album L'Absente de Yann Tiersen
- 2020 : Interprète Une femme épanouie sur l'album Tu m'apprends de Andréel

## Distinctions
- 1996 : Meilleur Second Rôle féminin (prix du jury) au Festival Jean-Carmet de Moulins pour son interprétation dans Encore de Pascal Bonitzer
- 1998 : Prix d'interprétation féminine (avec Élodie Bouchez) lors du Festival de Cannes 1998 pour La Vie rêvée des anges d'Érick Zonca
- 1999 : Étoile d'or de la révélation féminine, pour son interprétation dans le film La Vie rêvée des anges.
- 1999 : César du meilleur espoir féminin pour La Vie rêvée des anges